# دام دو گوتر
دام دو گوتر (به فرانسوی: Dôme du Goûter) یک کوه و یخچال طبیعی در فرانسه است که در اوت سووآ واقع شده‌است. دام دو گوتر ۴٬۳۰۴ متر بالاتر از سطح دریا واقع شده‌است.